# Andromeda XXI
Andromeda XXI (And XXI) è una galassia nana sferoidale (dSph) situata nella costellazione di Andromeda alla distanza di circa 2,8 milioni di anni luce dalla Terra. È una galassia satellite della Galassia di Andromeda (M31) e pertanto fa parte del Gruppo Locale.
Moderatamente luminosa, è la quarta più grande galassia nana sferoidale del Gruppo Locale. Il suo raggio effettivo è di quasi 1 kpc.
La scoperta iniziale è avvenuta nel corso del primo anno di acquisizione dei dati del Pan-Andromeda Archaeological Survey (PAndAS) tramite l'osservazione fotometrica del sottogruppo di M31/M33 condotte con il Canada-France-Hawaii Telescope.
Andromeda XXI appare come un incremento di densità di stelle, con rami di stelle giganti rosse, povere di metalli. Benché moderatamente luminosa (magnitudo di 9,9), ha una bassa luminosità superficiale. Ciò significa che probabilmente restano da scoprire numerose galassie satellite di M31 relativamente luminose.